# Saitō Makoto
Saitō Makoto (斎藤 実?; Mizusawa, 27 ottobre 1858 – Tokyo, 26 febbraio 1936) è stato un politico giapponese.
Ha ricoperto l'incarico di primo ministro del Giappone dal 26 maggio 1932 all'8 luglio 1934.
In precedenza aveva ricoperto l'incarico di governatore generale della Corea dal 1919 al 1927.
Venne brutalmente assassinato da militari ribelli dell'Esercito imperiale giapponese durante l'Incidente del 26 febbraio 1936.

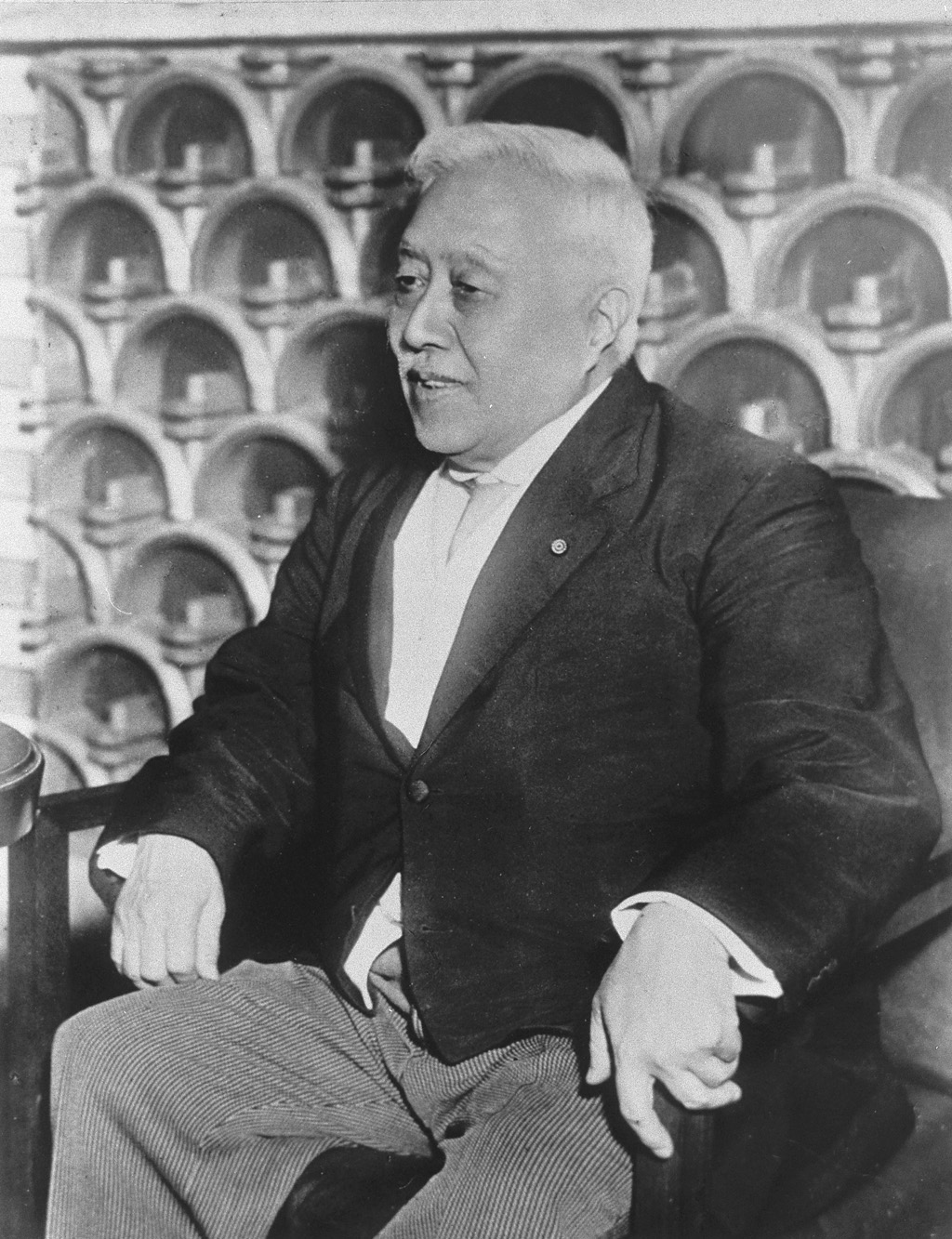
Negli anni da Primo ministro